# مجلس دفاع الدول الأمريكية

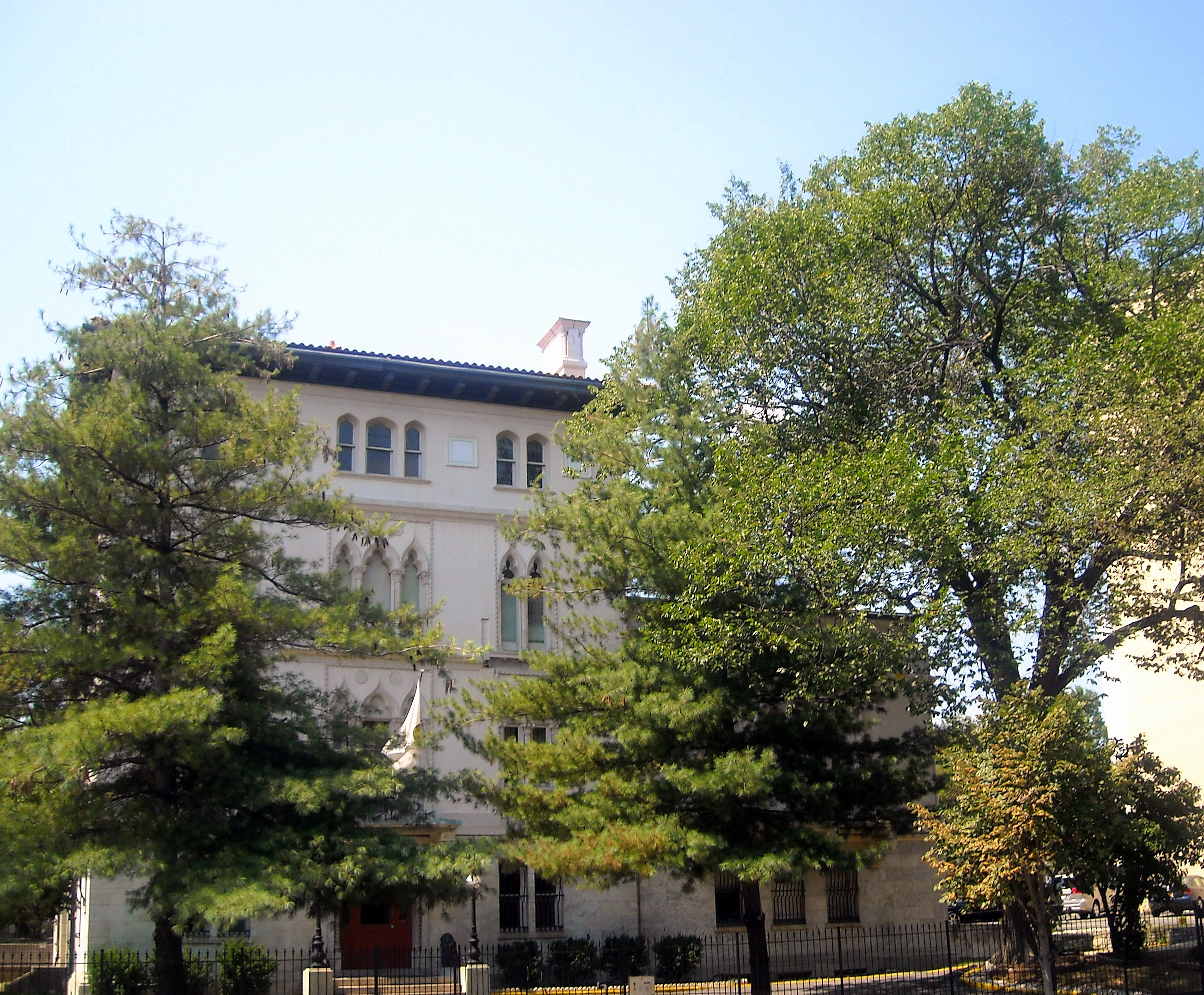
المقر الرئيسي لمجلس دفاع الدول الأمريكية في واشنطن العاصمة.

مجلس دفاع الدول الأمريكية، هو لجنة دولية تضم مسؤولي الدفاع الذين تختارهم دولهم للعمل على وضع مناهج تعاونية حول مسائل الأمن، والدفاع المشترك التي تواجه الدول في أمريكا الشمالية، وأمريكا الوسطى، وأمريكا الجنوبية. ويقدم المجلس المشورة والخدمات الفنية لـ منظمة البلدان الأمريكية (OAS).
لقد أسس المجلس وزراء خارجية 21 دولة عام 1942 في منتصف الحرب العالمية الثانية. فهذا المجلس الآن أقدم مجلس دفاع قائم في العالم.
في شهر مارس من عام 2006، تولت منظمة البلدان الأمريكية السلطة الرسمية لمجلس دفاع الدول الأمريكية. ومنذ ذلك التاريخ أصبحت 26 دولة من أعضاء منظمة البلدان الأمريكية البالغ عددهم 34 دولة أعضاءً أيضًا في المجلس.

## كلية مجلس دفاع الدول الأمريكية
يدير المجلس أيضًا كلية مجلس دفاع الدول الأمريكية (IADC). وتقدم الكلية برنامجًا لمدة 11 شهرًا لكبار المسوؤليين العسكريين والحكوميين، ويغطي البرنامج النظم الحكومية والبيئية الدولية الحالية وبنية ووظيفة نظام الدول الأمريكية، وتوفر الكلية الفرصة لدراسة مسائل الأمان القائمة على المجلس بما يؤثر على نصف الكرة الغربي وعلى العالم.

## قلادة مجلس دفاع الدول الأمريكية
إن قلادة مجلس دفاع الدول الأمريكية عبارة عن وسام عسكري دولي. تمنح القلادة لضباط العسكرية الذين يخدمون في دولة عضو في منظمة البلدان الأمريكية والذي أكمل مدة الخدمة مع مجلس دفاع الدول الأمريكية. وتقدم القلادة أيضًا إلى الموظفين العسكريين الذين خدموا في طاقم الموظفين في رئاسة أو أمانة المجلس، وتقدم أيضًا للذين أكملوا دورات الموجه في كلية مجلس دفاع الدول الأمريكية.

## وصلات خارجية
- الموقع الرسمي
- “Remarks Regarding the Inter-American Defense Board”, Remarks by Ambassador John F. Maisto, U.S. Permanent Representative to the Organization of American States, to the Thirty-Second Special Session of the OAS General Assembly Considering the Juridical Link of the Inter-American Defense Board, March 15, 2006